# Fläckig tandvaktel
Fläckig tandvaktel (Odontophorus guttatus) är en fågel i familjen tofsvaktlar inom ordningen hönsfåglar.

## Utseende
Fläckig tandvaktel är en mörk vaktelliknande fågel. Könen är lika, med rest huvudtofs, svartaktig strupe och vita prickar på bröstet. Ibland hittas den i samma områden som sångvakteln, men denna är mycket mindre och lättare att få syn på.

## Utbredning och systematik
Fågeln förekommer i skogar från sydöstra Mexiko till västligaste Panama. Den behandlas som monotypisk, det vill säga att den inte delas in i några underarter.

## Levnadssätt
Fläckig tandvaktel hittas inne i fuktiga tropiska skogar i lågland och lägre bergstrakter. Den födosöker tillbakadraget i par eller smågrupper och springer vanligen iväg snarare än tar till vingarna då den störs.

## Status och hot
Arten har ett stort utbredningsområde, men tros minska i antal, dock inte tillräckligt kraftigt för att den ska betraktas som hotad. Internationella naturvårdsunionen IUCN listar arten som livskraftig (LC). Beståndet uppskattas till i storleksordningen 50 000 till en halv miljon vuxna individer.